# Четверть (единица площади)
Че́тверть — в старинной русской системе мер мера площади пахотных земель, на которую делилась соха. Определялась как 0,5 десятины. В зависимости от величины десятины составляла 1200, 1250 или 1600 квадратных саженей, то есть 5462,7 м² = 0,54627 га для 1200 квадратных саженей или больше (подробнее смотри Русская система мер). Известна с конца XV века и официально употреблялась до 1766 года.
Часть единицы податного налогообложения, сохи в Русском государстве. Использовалась в качестве единицы поместного оклада должностных лиц (обычно под названием «четь»).
Название происходит от древнего определения четверти — меры площади, на которую высевали четверть (меру объёма) ржи (чуть больше 209 литров), которая в свою очередь представляла собой четверть кади или окова.
Че́тверть в XIX веке стало употребляться как обозначение четвёртой части десятины.